# Caligula jonasii
Павлиноглазка Джонаса (Caligula jonasii) — японско-южнокурильский вид бабочек из семейства павлиноглазок. Один из трёх представителей рода в фауне России.

## Описание
По внешности очень похож на павлиноглазку Буадюваля (Caligula boisduvalii), отличаясь значительно меньшей контрастностью внешней границы срединного светло-коричневого поля на крыльях.

## Ареал
Данный вид водится на территории России на острове Кунашир (юг Курильских островов), а также в Японии: Хоккайдо, Хонсю, Сикоку, Кюсю, Цусима, Яку.

## Биология
Развивается в одном поколении. Время лёта с второй декады сентября по конец октября. Встречается на лесных полянах и опушках, в редколесьях, среди кустарников. Бабочки не питаются (афагия) и живут за счёт запасов питательных веществ, накопленных на стадии гусеницы.